# Ukraina na Zimowych Igrzyskach Olimpijskich 2010

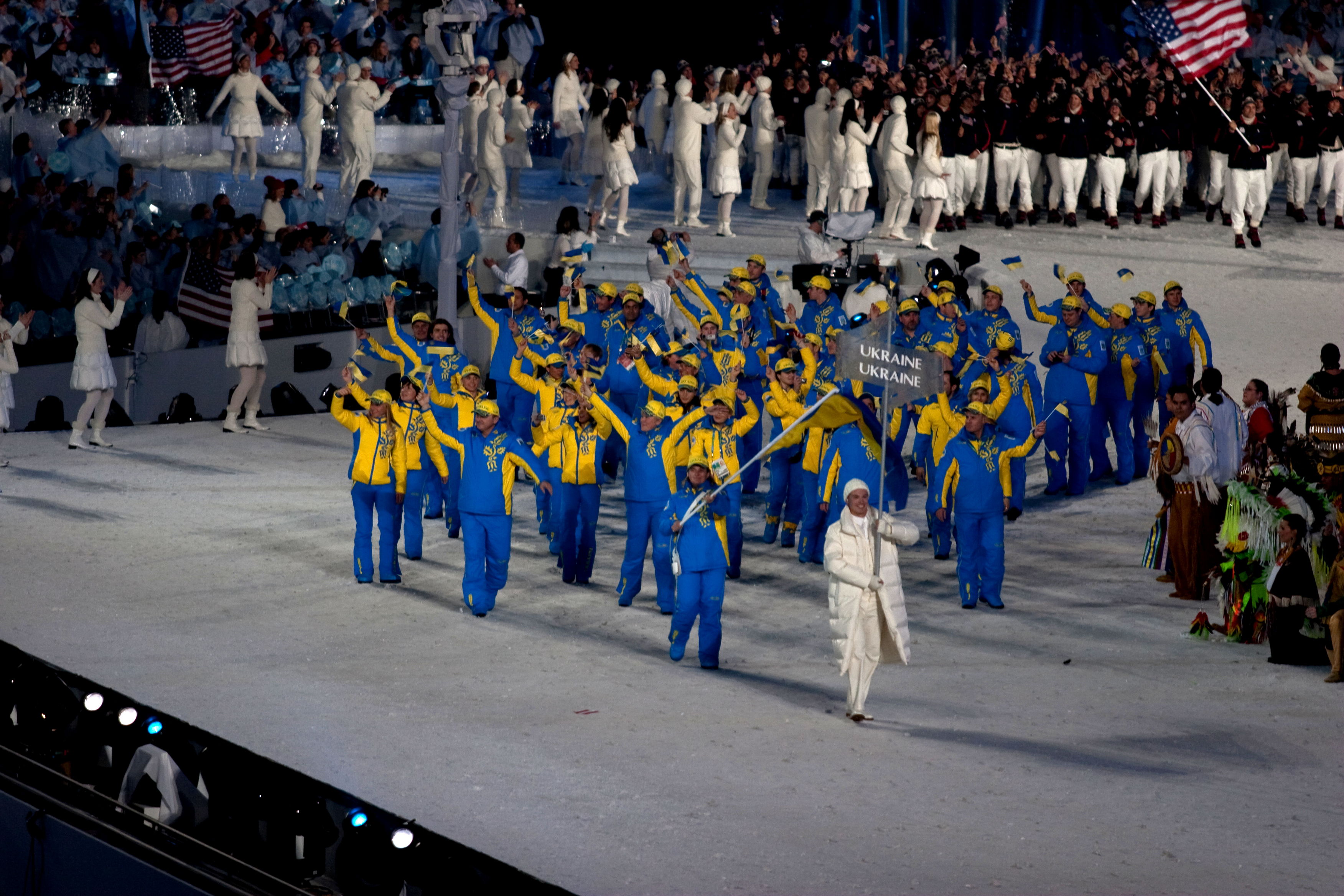
Reprezentacja Ukrainy podczas uroczystości otwarcia igrzysk.

Ukrainę na Zimowych Igrzyskach Olimpijskich 2010 reprezentowało 52 zawodników.

## Kadra

### Narciarstwo alpejskie
Mężczyźni
| Zawodnik           | Konkurencja       | Konkurencja       | Konkurencja   | Konkurencja   | Konkurencja       | Konkurencja       | Konkurencja      | Konkurencja      |
| Zawodnik           | Slalom gigant     | Slalom gigant     | Slalom gigant | Slalom gigant | Slalom specjalny  | Slalom specjalny  | Slalom specjalny | Slalom specjalny |
| Zawodnik           | Czas 1. przejazdu | Czas 2. przejazdu | Czas łączny   | Pozycje       | Czas 1. przejazdu | Czas 2. przejazdu | Czas łączny      | Pozycja          |
| ------------------ | ----------------- | ----------------- | ------------- | ------------- | ----------------- | ----------------- | ---------------- | ---------------- |
| Rostysław Feszczuk | 1:29,79           | 1:32,74           | 3:02,53       | 68.           | 55,35             | 58,44             | 1:53,79          | 39.              |

Kobiety
| Zawodniczka          | Konkurencja | Konkurencja | Konkurencja       | Konkurencja       | Konkurencja     | Konkurencja     | Konkurencja       | Konkurencja               | Konkurencja               | Konkurencja               |
| Zawodniczka          | Supergigant | Supergigant | Slalom gigant     | Slalom gigant     | Slalom gigant   | Slalom gigant   | Slalom specjalny  | Slalom specjalny          | Slalom specjalny          | Slalom specjalny          |
| Zawodniczka          | Czas        | Pozycja     | Czas 1. przejazdu | Czas 2. przejazdu | Czas łączny     | Pozycja         | Czas 1. przejazdu | Czas 2. przejazdu         | Czas łączny               | Pozycja                   |
| -------------------- | ----------- | ----------- | ----------------- | ----------------- | --------------- | --------------- | ----------------- | ------------------------- | ------------------------- | ------------------------- |
| Anastasija Skriabina | 1:28,60     | 34.         | Dyskwalifikacja   | Dyskwalifikacja   | Dyskwalifikacja | Dyskwalifikacja | 57,53             | Nie ukończyła 2.przejazdu | Nie ukończyła 2.przejazdu | Nie ukończyła 2.przejazdu |
| Bohdana Macioćka     |             |             | 1:23,04           | 1:18,94           | 2:41,98         | 44.             | 56,46             | 56,54                     | 1:53,00                   | 37.                       |

### Biathlon
Mężczyźni
| Zawodnik                                                               | Konkurencja         | czas biegu | Kary | Pozycja |
| ---------------------------------------------------------------------- | ------------------- | ---------- | ---- | ------- |
| Andrij Deryzemla                                                       | Sprint mężczyzn     | 24:48,5    | 2    | 5.      |
| Serhij Sedniew                                                         | Sprint mężczyzn     | 25:57,2    | 0    | 22.     |
| Serhij Semenow                                                         | Sprint mężczyzn     | 26:20,5    | 1    | 33.     |
| Wjaczesław Derkacz                                                     | Sprint mężczyzn     | 28:22,9    | 2    | 78.     |
| Serhij Sedniew                                                         | Bieg pościgowy      | 34:50,0    | 0    | 10.     |
| Andrij Deryzemla                                                       | Bieg pościgowy      | 35:48,7    | 6    | 26.     |
| Serhij Semenow                                                         | Bieg pościgowy      | 36:55,7    | 4    | 39.     |
| Ołeksandr Biłanenko                                                    | Bieg indywidualny   | 52:00,3    | 1    | 22.     |
| Andrij Deryzemla                                                       | Bieg indywidualny   | 52:19,1    | 3    | 27.     |
| Serhij Semenow                                                         | Bieg indywidualny   | 53:57,5    | 3    | 52.     |
| Serhij Sedniew                                                         | Bieg indywidualny   | 55:47,1    | 4    | 68.     |
| Serhij Sedniew                                                         | Bieg masowy         | 37:02,8    | 2    | 21.     |
| Andrij Deryzemla                                                       | Bieg masowy         | 37:43,9    | 5    | 26.     |
| Ołeksandr Biłanenko Andrij Deryzemla Wjaczesław Derkacz Serhij Sedniew | Sztafeta 4 × 7,5 km | 1:24:25,1  | 0    | 8.      |

Kobiety
| Zawodnik                                                              | Konkurencja               | czas biegu | Kary | Pozycja |
| --------------------------------------------------------------------- | ------------------------- | ---------- | ---- | ------- |
| Oksana Chwostenko                                                     | Sprint kobiet – 7,5 km    | 20:38,9    | 0    | 11.     |
| Ołena Pidhruszna                                                      | Sprint kobiet – 7,5 km    | 20:47,3    | 1    | 18.     |
| Wałentyna Semerenko                                                   | Sprint kobiet – 7,5 km    | 21:08,3    | 2    | 23.     |
| Wita Semerenko                                                        | Sprint kobiet – 7,5 km    | 21:42,3    | 3    | 34.     |
| Ołena Pidhruszna                                                      | Bieg pościgowy – 10 km    | 32:34,0    | 2    | 21.     |
| Oksana Chwostenko                                                     | Bieg pościgowy – 10 km    | 32:54,3    | 1    | 22.     |
| Wałentyna Semerenko                                                   | Bieg pościgowy – 10 km    | 32:57,6    | 3    | 23.     |
| Wita Semerenko                                                        | Bieg pościgowy – 10 km    | 34:26,4    | 5    | 42.     |
| Oksana Chwostenko                                                     | Bieg indywidualny – 15 km | 42:38,6    | 0    | 8.      |
| Wałentyna Semerenko                                                   | Bieg indywidualny – 15 km | 42:44,4    | 1    | 13.     |
| Wita Semerenko                                                        | Bieg indywidualny – 15 km | 43:30,8    | 2    | 22.     |
| Ołena Pidhruszna                                                      | Bieg indywidualny – 15 km | 44:15,9    | 2    | 32.     |
| Wałentyna Semerenko                                                   | bieg masowy               | 37:12,5    | 3    | 19.     |
| Ołena Pidhruszna                                                      | bieg masowy               | 36:22,8    | 2    | 12.     |
| Oksana Chwostenko                                                     | bieg masowy               | 39:11,0    | 3    | 29.     |
| Ołena Pidhruszna Wałentyna Semerenko Oksana Chwostenko Wita Semerenko | Sztafeta 4 × 7,5 km       | 1:11:08,2  | 0    | 6.      |

### Biegi narciarskie
Mężczyźni
| Zawodnik        | Konkurencja   | czas      | Pozycja |
| --------------- | ------------- | --------- | ------- |
| Roman Łejbiuk   | Bieg na 15 km | 36:49,7   | 61.     |
| Ołeksandr Pucko | Bieg na 15 km | 37:09,8   | 62.     |
| Roman Łejbiuk   | Bieg na 50 km | 2:15:19,9 | 42.     |
| Roman Łejbiuk   | Bieg łączony  | 1:22:32,0 | 41.     |
| Ołeksandr Pucko | Bieg łączony  | 1:24:47,1 | 52.     |

Kobiety
| Zawodnik                                                                | Konkurencja       | czas                | Pozycja             |
| ----------------------------------------------------------------------- | ----------------- | ------------------- | ------------------- |
| Wałentyna Szewczenko                                                    | Bieg na 10 km     | 25:51,1             | 9.                  |
| Maryna Ancybor                                                          | Bieg na 10 km     | 27:07,4             | 37.                 |
| Kateryna Hryhorenko                                                     | Bieg na 10 km     | 27:29,7             | 45.                 |
| Łada Nesterenko                                                         | Bieg na 10 km     | 28:06,4             | 56.                 |
| Tetiana Zawalij                                                         | Bieg na 30 km     | 1:34:32,3           | 21.                 |
| Kateryna Hryhorenko                                                     | Bieg na 30 km     | 1:35:11,4           | 26.                 |
| Łada Nesterenko                                                         | Bieg na 30 km     | 1:41:40,1           | 43.                 |
| Wałentyna Szewczenko                                                    | Bieg na 30 km     | Nie ukończyła biegu | Nie ukończyła biegu |
| Wałentyna Szewczenko                                                    | Bieg łączony      | 41:58,7             | 14.                 |
| Tetiana Zawalij                                                         | Bieg łączony      | 42:50,7             | 31.                 |
| Wita Jakymczuk                                                          | Bieg łączony      | 44:24,8             | 46.                 |
| Maryna Ancybor                                                          | Bieg łączony      | Nie ukończyła biegu | Nie ukończyła biegu |
| Kateryna Hryhorenko Maryna Ancybor                                      | Sprint drużynowy  | 19:55,6             | 14.                 |
| Tetiana Zawalij Kateryna Hryhorenko Maryna Ancybor Wałentyna Szewczenko | Sztafeta 4 × 5 km | 59:25,7             | 13.                 |

### Łyżwiarstwo figurowe
| Zawodnik                            | Konkurencja   | Program krótki | Program krótki | Program dowolny | Program dowolny | Łączna nota | Pozycja |
| Zawodnik                            | Konkurencja   | Nota           | Pozycja        | Nota            | Pozycja         | Łączna nota | Pozycja |
| ----------------------------------- | ------------- | -------------- | -------------- | --------------- | --------------- | ----------- | ------- |
| Anton Kowałewski                    | Soliści       | 63,81          | 21.            | 102,09          | 24.             | 165,90      | 24.     |
| Tetiana Wołosożar Stanisław Morozow | Pary sportowe | 62,14          | 9.             | 119,64          | 8.              | 181,78      | 8.      |
| Kateryna Kostenko Roman Tałan       | Pary sportowe | 39,54          | 19.            | 81,44           | 20.             | 120,98      | 20.     |

| Zawodnik                          | Konkurencja     | Taniec obowiązkowy | Taniec obowiązkowy | Taniec oryginalny | Taniec oryginalny | Program dowolny | Program dowolny | Łączna nota | Pozycja |
| Zawodnik                          | Konkurencja     | Nota               | Pozycja            | Nota              | Pozycja           | Nota            | Pozycja         | Łączna nota | Pozycja |
| --------------------------------- | --------------- | ------------------ | ------------------ | ----------------- | ----------------- | --------------- | --------------- | ----------- | ------- |
| Hanna Zadorożniuk Serhij Werbyłło | Tańce na lodzie | 33,87              | 11.                | 50,02             | 16.               | 79,26           | 17.             | 163,15      | 16.     |

### Narciarstwo dowolne
Mężczyźni
| Stanisław Krawczuk  | Skoki akrobatyczne | 90,93 | 106,46 | 197,39 | 19. | Nie awansował | Nie awansował | Nie awansował | 19. |
| Enwer Abłajew       | Skoki akrobatyczne | 88,08 | 101,33 | 189,41 | 22. | Nie awansował | Nie awansował | Nie awansował | 22. |
| Ołeksandr Abramenko | Skoki akrobatyczne | 80,53 | 82,03  | 162,56 | 24. | Nie awansował | Nie awansował | Nie awansował | 24. |

Kobiety
| Nadija Didenko | Skoki akrobatyczne | 87,77 | 73,49 | 161,26 | 13. | Nie awansowała | Nie awansowała | Nie awansowała | 13. |
| Olha Wołkowa   | Skoki akrobatyczne | 82,53 | 78,25 | 160,78 | 14. | Nie awansowała | Nie awansowała | Nie awansowała | 14. |
| Olha Poluk     | Skoki akrobatyczne | 60,37 | 55,36 | 115,73 | 20. | Nie awansowała | Nie awansowała | Nie awansowała | 20. |

### Saneczkarstwo
Mężczyźni
| Zawodnik                     | Konkurencja | Ślizg 1 | Ślizg 2 | Łącznie  | Pozycja |
| ---------------------------- | ----------- | ------- | ------- | -------- | ------- |
| Andrij Kiś Jurij Hajduk      | Dwójki      | 42,219  | 42,136  | 1:24,355 | 16.     |
| Taras Seńkiw Roman Zacharkiw | Dwójki      | 42,767  | 42,595  | 1:25,362 | 19.     |

Kobiety
| Zawodnik            | Konkurencja | Ślizg 1 | Ślizg 2 | Ślizg 3 | Ślizg 4 | Łącznie  | Pozycja |
| ------------------- | ----------- | ------- | ------- | ------- | ------- | -------- | ------- |
| Natalija Jakuszenko | Jedynki     | 42,119  | 41,809  | 42,132  | 42,026  | 2:48,086 | 12.     |
| Lilija Łudan        | Jedynki     | 42,312  | 42,302  | 42,477  | 42,364  | 2:49,455 | 19.     |

### Kombinacja norweska
| Zawodnik          | Konkurencja       | Skoki narciarskie | Skoki narciarskie | Skoki narciarskie | Bieg narciarski | Bieg narciarski | Strata   | Pozycja |
| Zawodnik          | Konkurencja       | Skok 1            | Nota              | Pozycja           | Czas biegu      | Pozycja         | Strata   | Pozycja |
| ----------------- | ----------------- | ----------------- | ----------------- | ----------------- | --------------- | --------------- | -------- | ------- |
| Wołodymyr Traczuk | skocznia normalna | 85,5              | 89,0              | 45.               | 26:18,4         | 32.             | + 3:37,3 | 41.     |
| Wołodymyr Traczuk | Skocznia duża     | 99,5              | 68,8              | 43.               | 26:25,2         | 34.             | + 4:45,3 | 42.     |

### Skoki narciarskie
| Konkurencja              | Skoczek              | Kwalifikacje | Kwalifikacje | Skok 1                    | Skok 1                    | Skok 2                    | Skok 2                    | Nota                      | Pozycja |
| Konkurencja              | Skoczek              | odległość    | Nota         | odległość                 | Nota                      | odległość                 | Nota                      | Nota                      | Pozycja |
| ------------------------ | -------------------- | ------------ | ------------ | ------------------------- | ------------------------- | ------------------------- | ------------------------- | ------------------------- | ------- |
| Skocznia normalna HS-106 | Wołodymyr Boszczuk   | 99,0         | 120,5        | 87,5                      | 91,5                      | Nie awansował do 2. serii | Nie awansował do 2. serii | 50.                       |         |
| Skocznia normalna HS-106 | Witalij Szumbareć    | 95,5         | 112,0        | 92,0                      | 104,5                     | Nie awansował do 2. serii | Nie awansował do 2. serii | 45.                       |         |
| Skocznia normalna HS-106 | Ołeksandr Łazarowicz | 90,5         | 100,0        | Nie awansował do konkursu | Nie awansował do konkursu | Nie awansował do konkursu | Nie awansował do konkursu | Nie awansował do konkursu | 48.     |
| Skocznia duża K-140      | Ołeksandr Łazarowicz | 116,5        | 94,2         | Nie awansował do konkursu | Nie awansował do konkursu | Nie awansował do konkursu | Nie awansował do konkursu | Nie awansował do konkursu | 43.     |
| Skocznia duża K-140      | Wołodymyr Boszczuk   | 109,5        | 81,1         | Nie awansował do konkursu | Nie awansował do konkursu | Nie awansował do konkursu | Nie awansował do konkursu | Nie awansował do konkursu | 47.     |
| Skocznia duża K-140      | Witalij Szumbareć    | 102,0        | 65,6         | Nie awansował do konkursu | Nie awansował do konkursu | Nie awansował do konkursu | Nie awansował do konkursu | Nie awansował do konkursu | 50.     |

### Snowboard
Mężczyźni
| Slalom gigant równoległy | Josyp Pieniak | 1:21,01 | 22. | Nie awansował | Nie awansował | Nie awansował | Nie awansował | 22. |

Kobiety
| Slalom gigant równoległy | Annamari Czundak | 1:25,44 | 16. | Marion Kreiner + 2,29 | Nie awansował | Nie awansował | Nie awansował | 22. |